# Hofkirchen an der Trattnach
Hofkirchen an der Trattnach település Ausztriában, Felső-Ausztria tartományban, a Grieskircheni járásban, területe 18 km².

## Fekvése
Tengerszint feletti magassága 389 méter. Hofkirchen an der Trattnach Wendling, Taufkirchen an der Trattnach, Sankt Georgen bei Grieskirchen, Aistersheim, Weibern és Rottenbach településekkel határos.

## Népesség
Lakosainak száma 1667 fő (2018. január 1.).